# Vossener
De Vossener is een woonwijk uit de jaren 70 in het stadsdeel Blerick in de gemeente Venlo, in de Nederlandse provincie Limburg.
De wijk telt 4030 inwoners (2006 CBS). De wijk wordt omsloten door de Burgemeester Gommansstraat in het noorden, de Shakespearlaan in het oosten, in het westen door de N273 en in zuiden door de A73.
De wijk is met het openbaar vervoer te bereiken middels buslijn 3: Blerick Vossener - Venlo Station van Arriva.
De straten in de wijk zijn onderverdeeld in 3 groepen, met respectievelijk namen van Duitse, Engelse en Franse schrijvers en dichters, met uitzondering van de Vossenerlaan. Dit biedt enige houvast bij het zoeken naar de juiste straat, wat in de praktijk niet zo eenvoudig is. Veel huizen liggen namelijk omgekeerd t.o.v. de straat, dwars erop of in een uithoek. Vragen helpt.
- West-zijde, links en rechts van de Goethelaan; Duits: Brecht, Goethe, Grimm, Lessing, Schiller;
- Noord-Oost-zijde, boven de Dickenslaan; Engels: Byron, Dickens, Kipling, Orwell, Scott;
- Zuid-Oost-zijde, onder de Dickenslaan; Frans: Corneille, Diderot, Dumas, La Fontaine, Malherbe, Mauriac, Molière, Racine, Victor Hugo, Voltaire, Zola.

De wijk kende 2 scholen: een katholieke, 't Ritjen, en een openbare, de Vossener. Verder een katholieke kerk, de Maximiliaan Kolbe-kerk, een klein winkelcentrum, een wijkgebouw, en een padvinders-onderkomen.
Sinds het schooljaar 2013-2014 heeft de wijk nog maar een multi functioneel centrum, de naam van het complex is "op Expeditie met daarin de twee voormalige scholen die nog steeds hun eigen identiteit hebben en onder eigen directie staan. De katholieke school heet "natuurlijk" en de openbare basisschool heet "de ontdekking". Verder zijn er in het gebouw een buitenschoolse opvang, een centrum voor jeugd en gezin en het wijkgebouw "VOC" (Vossener Ontmoetings Centrum) gevestigd.
In 2013 zijn de kerk, de supermarkt en het oude wijkgebouw gesloopt en in augustus 2014 is er een nieuwe supermarkt geopend. In het voormalige scoutinggebouw is Pinkstergemeente SION gevestigd. De Pinkstergemeente gebruikt het gebouw voor haar samenkomsten en, onder de naam "Kings Rangers Venlo", voor haar sociaal-culturele activiteiten. De scouting activiteiten vinden plaats in het gebouw van scouting Lambertus in de wijk Klingerberg.
De wijk staat bekend om z'n vele groen, bomen en veldjes.